# High Energy Astronomy Observatory 1
HEAO-1 (em inglês: High Energy Astronomy Observatory) foi um satélite estadunidense de pesquisas cósmicas. Foi o primeiro satélite do Programa HEAO que lançou três satélites ao espaço. O satélite foi lançado em 12 de agosto de 1977 da base de lançamento de Cabo Canaveral utilizando-se um foguete Atlas. O HEAO incluiu quatro grandes instrumentos de raios-X e raios gama, conhecidos como A1, A2, A3, e A4, respectivamente (antes do lançamento, o HEAO-1 era conhecido como HEAO A ). A inclinação orbital era de cerca de 22,7 graus. O HEAO reentrou na atmosfera da Terra em 15 de março de 1979.

## Instrumentos
- A1 (Large-Area Sky Survey instrument[1])
- A2 (Cosmic X-ray Experiment)
- A3 (Modulation Collimator instrument)
- A4 (Hard X-Ray / Low-Energy Gamma-ray experiment)